# Adam Daniel Rotfeld
Adam Daniel Rotfeld, född 4 mars 1938 i Przemyślany i Lwóws vojvodskap, Polen, är en polsk statsvetare och politiker. Han var Polens utrikesminister under 2005.

## Biografi
Rotfeld studerade internationell rätt och diplomati i Warszawa 1955–1960 och disputerade 1969 vid Jagellonska universitetet i Kraków på en doktorsavhandling om rätten till nationellt självbestämmande i modern internationell rätt.[källa behövs] Han tjänstgjorde som forskare vid Polski Instytut Spraw Międzynarodowych (polska institutet för internationella relationer) 1961–1989. Åren 1989–1991 var han projektledare vid Stockholms internationella fredsforskningsinstitut för byggande av ett samarbetssäkerhetssystem i och för Europa,[källa behövs] varefter han var direktör för institutet 1991–2002. Från november 2001 var han understatssekreterare i Polens regering och från juni 2003 statssekreterare i utrikesministeriet, varefter han från den 5 januari till den 31 oktober 2005 var utrikesminister.
Adam Daniel Rotfeld kallades 1996 till ledamot av svenska Kungliga Krigsvetenskapsakademien. Han är också ledamot av polska vetenskapsakademien och ryska vetenskapsakademien.

### Utmärkelser
- Polens gyllene förtjänstkors (1989)[källa behövs]
- Kommendör av Nordstjärneorden (2001)[källa behövs]
- Tre Stjärnors orden, tredje klass (2001)[källa behövs]
- Kommendör med stjärna av Polonia Restituta (2005)[källa behövs]
- Förbundsrepubliken Tysklands förtjänstorden, stora kommendörskorset (2005)[källa behövs]
- Officer av Hederslegionen (2011)[källa behövs]
- Hedersdoktor vid Maria Curie-Skłodowska-universitetet (2014)[källa behövs]
- Ryska vänskapsorden[källa behövs]
- Hederstecknet "Bene Merito"[källa behövs]
- Storkors av Polonia Restituta[källa behövs]
- Riddare av Polonia Restituta[källa behövs]